# Francesco Araja
Francesco Araja (ur. 25 czerwca 1709 w Neapolu, zm. ok. 1770 tamże bądź w Bolonii) – włoski kompozytor tworzący w Rosji.
Uczył się w neapolitańskim konserwatorium, gdzie jego nauczycielami byli Leonardo Vinci i Leonardo Leo. W wieku 14 lat zagrał koncert w kościele Santa Maria la Nova w Neapolu. Jako kompozytor operowy debiutował w 1729 roku operą Lo matremmonejo pe’ mennetta. W 1735 roku na zaproszenie cesarzowej Anny wyjechał do Petersburga, gdzie objął posadę kapelmistrza orkiestry dworskiej. Zajął się organizowaniem życia muzycznego na dworze carskim, w 1736 roku wystawił La forza dell’amore e dell’odio, pierwszą operę w stylu opera seria na scenie rosyjskiej. Po śmierci cesarzowej Anny w 1740 roku wrócił do Włoch, by już wkrótce powrócić do Rosji na wezwanie jej następczyni Elżbiety. W 1755 roku wystawił w Petersburgu napisaną przez siebie do libretta Aleksandra Sumarokowa operę Kefalos i Prokris, pierwszą w historii operę do tekstu rosyjskiego. W 1759 roku ponownie opuścił Rosję, powrócił tam jednak na krótko w 1762 roku, po wstąpieniu na tron Piotra III. Gdy car został zamordowany przez swoją żonę Katarzynę Wielką, Araja wyjechał do Bolonii i zmarł w zapomnieniu.
W całości zachowały się jedynie dwie z przypuszczalnie 14 skomponowanych przez Araję oper. Ponadto napisał dwa oratoria (w tym S. Andrea Corsini, wystawione w Bolonii w 1731 r.), sześć kantat, arie, utwory na klawesyn.